# Adolphe Cassaigne
Pour les articles homonymes, voir Cassaigne (homonymie).
Adolphe Cassaigne, ou Pierre Cassaigne, né le 19 mars 1859 à Bordeaux et mort le 28 août 1929 dans la même ville, est un entraîneur français de football, qui a dirigé le FC Porto.

## Biographie
Fils de Pierre Cassaigne, menuisier, et Jeanne Duprat, son épouse, Pierre Adolphe Cassaigne naît à Bordeaux en 1859. Il est domicilié à Porto et dit « sans profession » lorsqu'il se marie à Paris, en 1904. 
Deuxième entraîneur du FC Porto (après le joueur-entraîneur, l'Italien Catullo Gadda), il dirige le club pendant 15 années, remportant sept fois le championnat régional de Porto, ainsi que la première édition de la Coupe du Portugal en 1922, ce qui constitue le premier titre national du club. 
Il travaille également comme professeur au collège de Boavista.
Domicilié 60 rue Delord à Bordeaux, Pierre Adolphe Cassaigne meurt le 28 août 1929 dans sa ville natale. Il est inhumé deux jours plus tard au cimetière de la Chartreuse.

## Palmarès
- Coupe du Portugal de football (Campeonato de Portugal)
  - Vainqueur : 1922
- Championnat régional de Porto (Campeonato Regional do Porto)
  - Champion : 1914–15, 1915–16, 1916–17, 1918–19, 1919–20, 1920–21 et 1921–22
- Coupe José Monteiro da Costa (Taça José Monteiro da Costa)
  - Vainqueur : 1910–11, 1911–12, 1913–14, 1914–15 et 1915–16